# إليوت سيمبسون
إليوت سيمبسون (بالإنجليزية: Elliott Simpson)‏ (1 يوليو 1976 بيورك في المملكة المتحدة - ) هو لاعب كرة قدم بريطاني في مركز الدفاع. لعب مع نادي يورك سيتي ونادي غاينسبورو ترينيتي وHarrogate Railway Athletic F.C. ‏ وRowntrees F.C. ‏ وPickering Town F.C. ‏.